# Mitrio d'Aix
Mitrio d'Aix (Salonicco, 433 – Aix-en-Provence, 466) è stato un cristiano martirizzato nel V secolo . È venerato come santo dalla Chiesa cattolica.

## Agiografia
Mitrio secondo le agiografie sarebbe nato a Salonicco, in Grecia, da una famiglia benestante. All'età di ventiquattro anni, ha lasciato i suoi genitori per recarsi in Provenza, nella speranza di vivere una vita di carità e povertà. Divenne servo di Arvendus un pretore romano di Aquae Sextiae, che conduceva una vita dissoluta con una donna . Ansioso di portare il suo padrone nel modo giusto, Mitre spesso lo fece vergognare per il suo comportamento. Arvendus cominciò ad essere ostile nei confronti di Mitrio.
Arvendus possedeva una vigna ad ovest della città di Tours, nel attuale quartiere di Saint-Mitre. Mitre era lì enologo. Il pretore ordinò ai suoi servi di andare a provocare danni nella sua vigna e indicare Mitrio come responsabile. Quelli nella notte devastarono la vigna e dopo andarono a lamentarsi con il loro padrone dicendo che Mitrio aveva raccolto tutta l'uva di Arvendus per fare del vino da distribuire ai poveri. Arvendus si precipitò nella sua vigna ma vide abbondante uva di alta qualità. 
Mitrio allora venne accusato di stregoneria e gettato nella prigione di una torre romana. Venne poi decapitato nel cortile del tribunale. Finito il martirio il santo raccolse la sua testa, premuta contro il petto, e giunse sull'altare della chiesa di Notre-Dame-de-la-Seds d'Aix-en-Provence e morì .

## Culto
Secondo il Martirologio Romano, il giorno dedicato al santo è il 13 novembre:
(Martirologio Romano)